# Lise Rønne
Lise Rønne (Viborg, 1978. november 1. -) dán televíziós műsorvezető, szerkesztő. A dán X Factor négy évadát ő vezette. 2014. február 4-én bejelentették, hogy ő lesz a 2014-es Eurovíziós Dalfesztivál egyik házigazdája Nikolaj Koppel és Pilou Asbæk mellett.